# モーラ・ナイフ

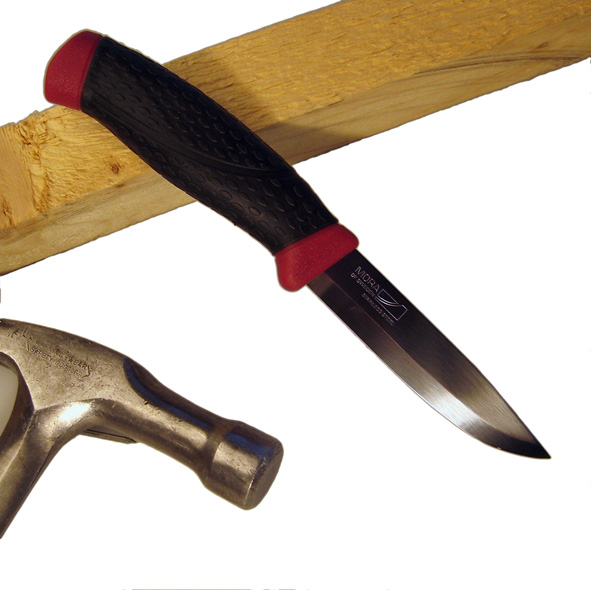
汎用ナイフ

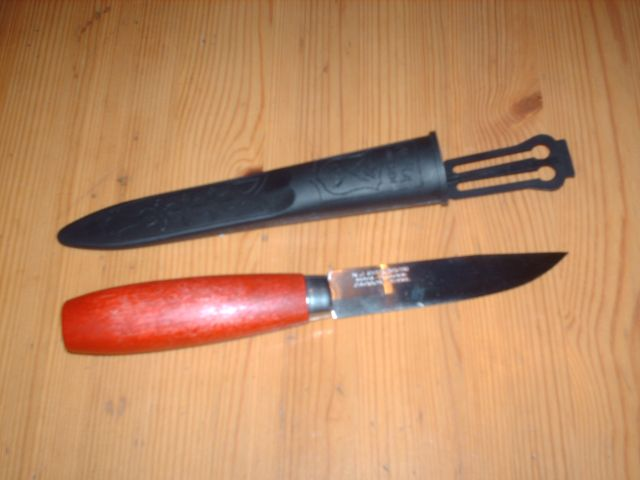
木製柄のClassic 2シリーズ
1世紀以上の歴史あるナイフである。古くはラミネート鋼であった。

モーラ・ナイフ（スウェーデン語: Morakniv、英語: Mora knife）はスウェーデンの伝統的な実用ナイフである。"モーラ" (mora) はスウェーデンのダーラナ県の刃物の街モーラ（Mora）で造られる一般的なベルトナイフ全般を指す言葉であり、主にモーラ・オブ・スウェーデン（Mora of Sweden）で製造されている。

## 概要

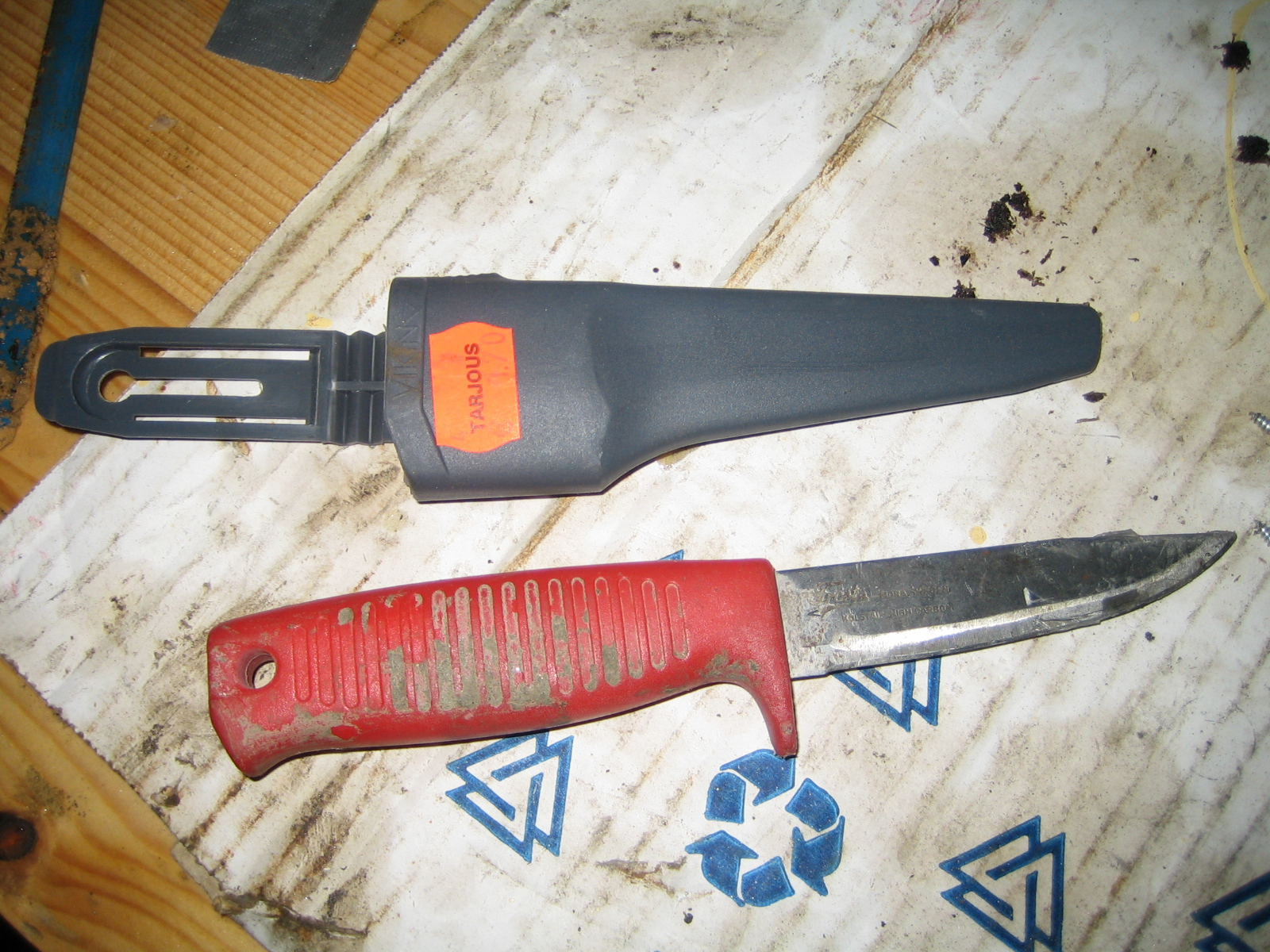
モーラ・ナイフ

モーラ・ナイフはスカンディナヴィア地域で長年にわたり日常で使用されているナイフであり、その単純で丈夫な構造、手入れのし易さと用途の広さ、その上に比較的に価格が安いといった点でアウトドア愛好家の間で特に好まれている。モーラ・ナイフは高名なアウトドアのインストラクターであるレイ・マース（Ray Mears）とモース・コチャンスキ（Mors Kochanski）からも高く推奨されている。さらにスウェーデンとフィンランドを中心とした北欧では、モーラ・ナイフは建築現場や工場での汎用道具として幅広く使用されている。ほとんどのモーラ・ナイフのデザインはフィンランドの伝統的な汎用ナイフであるプッコ（puukko）に似ている。
鍛造品のモーラ・ナイフは中世の剣を製造する鍛冶屋の伝統まで遡る。伝統的なモーラの刃は軟鋼で高炭素鋼を挟んで鍛造して造られていた。刃先は伝統的に高品質で非常に高い強靭さを持つるつぼ鋼製で、刃の両側面は柔らかいがより粘りのある鋼で出来ている。この柔らかいが強靭な鋼で、脆いが硬い鋼を挟んだ構造は日本刀の構造に似ているが、違いはモーラ・ナイフは日本刀のような積層構造ではない点である。これによりモーラ・ナイフは、簡単には欠けない、刃のくいつきの良い、錬鉄や軟鉄さえ切れる素晴らしい道具になっている。近年の大半のモーラ・ナイフは工場の生産ラインでロール鋼板から打ち抜き出されてから熱処理が施されている。ラミネート（積層）の刃のナイフはClassic Original 1のみとなっている。

## モーラの種類
現在一般的に使用されているモーラ・オブ・スウェーデン製のモーラ・ナイフには2種類ある。合成樹脂製の柄を持つ新しいものと「クラシック」と呼ばれるものである。モーラ・ナイフには様々な大きさの種類があり、ステンレス鋼製か炭素鋼製の刃を持っている。
"mora"の正しい発音は長い”o”の"moo-ra"である。